# Arrondissement Narbonne
Das Arrondissement Narbonne ist eine Verwaltungseinheit des Départements Aude in der französischen Region Okzitanien. Unterpräfektur ist Narbonne.
Es besteht aus neun Kantonen und 109 Gemeinden.

## Kantone
- Les Basses Plaines de l’Aude
- Les Corbières
- Le Lézignanais
- Narbonne-1
- Narbonne-2
- Narbonne-3
- Le Sud-Minervois
- Les Corbières Méditerranée
- La Montagne d’Alaric (mit 3 von 30 Gemeinden)

## Gemeinden
Die Gemeinden des Arrondissements Narbonne sind:
| 1. Albas (11006)                      | 2. Albières (11007)                        | 3. Argeliers (11012)                | 4. Argens-Minervois (11013)           |
| 5. Armissan (11014)                   | 6. Auriac (11020)                          | 7. Bages (11024)                    | 8. Bizanet (11040)                    |
| 9. Bize-Minervois (11041)             | 10. Bouisse (11044)                        | 11. Boutenac (11048)                | 12. Camplong-d’Aude (11064)           |
| 13. Canet (11067)                     | 14. Cascastel-des-Corbières (11071)        | 15. Castelnau-d’Aude (11077)        | 16. Caves (11086)                     |
| 17. Conilhac-Corbières (11098)        | 18. Coursan (11106)                        | 19. Coustouge (11110)               | 20. Cruscades (11111)                 |
| 21. Cucugnan (11113)                  | 22. Cuxac-d’Aude (11116)                   | 23. Davejean (11117)                | 24. Dernacueillette (11118)           |
| 25. Duilhac-sous-Peyrepertuse (11123) | 26. Durban-Corbières (11124)               | 27. Embres-et-Castelmaure (11125)   | 28. Escales (11126)                   |
| 29. Fabrezan (11132)                  | 30. Félines-Termenès (11137)               | 31. Ferrals-les-Corbières (11140)   | 32. Feuilla (11143)                   |
| 33. Fitou (11144)                     | 34. Fleury (11145)                         | 35. Fontcouverte (11148)            | 36. Fontjoncouse (11152)              |
| 37. Fraissé-des-Corbières (11157)     | 38. Ginestas (11164)                       | 39. Gruissan (11170)                | 40. Homps (11172)                     |
| 41. Jonquières (11176)                | 42. La Palme (11188)                       | 43. Lagrasse (11185)                | 44. Lairière (11186)                  |
| 45. Lanet (11187)                     | 46. Laroque-de-Fa (11191)                  | 47. Leucate (11202)                 | 48. Lézignan-Corbières (11203)        |
| 49. Luc-sur-Orbieu (11210)            | 50. Mailhac (11212)                        | 51. Maisons (11213)                 | 52. Marcorignan (11217)               |
| 53. Massac (11224)                    | 54. Mirepeisset (11233)                    | 55. Montbrun-des-Corbières (11241)  | 56. Montgaillard (11245)              |
| 57. Montjoi (11250)                   | 58. Montredon-des-Corbières (11255)        | 59. Montséret (11256)               | 60. Moussan (11258)                   |
| 61. Mouthoumet (11260)                | 62. Moux (11261)                           | 63. Narbonne (11262)                | 64. Névian (11264)                    |
| 65. Ornaisons (11267)                 | 66. Ouveillan (11269)                      | 67. Padern (11270)                  | 68. Palairac (11271)                  |
| 69. Paraza (11273)                    | 70. Paziols (11276)                        | 71. Peyriac-de-Mer (11285)          | 72. Portel-des-Corbières (11295)      |
| 73. Port-la-Nouvelle (11266)          | 74. Pouzols-Minervois (11296)              | 75. Quintillan (11305)              | 76. Raissac-d’Aude (11307)            |
| 77. Ribaute (11311)                   | 78. Roquecourbe-Minervois (11318)          | 79. Roquefort-des-Corbières (11322) | 80. Roubia (11324)                    |
| 81. Rouffiac-des-Corbières (11326)    | 82. Saint-André-de-Roquelongue (11332)     | 83. Saint-Couat-d’Aude (11337)      | 84. Sainte-Valière (11366)            |
| 85. Saint-Jean-de-Barrou (11345)      | 86. Saint-Laurent-de-la-Cabrerisse (11351) | 87. Saint-Marcel-sur-Aude (11353)   | 88. Saint-Martin-des-Puits (11354)    |
| 89. Saint-Nazaire-d’Aude (11360)      | 90. Saint-Pierre-des-Champs (11363)        | 91. Sallèles-d’Aude (11369)         | 92. Salles-d’Aude (11370)             |
| 93. Salza (11374)                     | 94. Sigean (11379)                         | 95. Soulatgé (11384)                | 96. Talairan (11386)                  |
| 97. Termes (11388)                    | 98. Thézan-des-Corbières (11390)           | 99. Tournissan (11392)              | 100. Tourouzelle (11393)              |
| 101. Treilles (11398)                 | 102. Tuchan (11401)                        | 103. Ventenac-en-Minervois (11405)  | 104. Vignevieille (11409)             |
| 105. Villedaigne (11421)              | 106. Villeneuve-les-Corbières (11431)      | 107. Villerouge-Termenès (11435)    | 108. Villesèque-des-Corbières (11436) |
| 109. Vinassan (11441)                 |                                            |                                     |                                       |

## Neuordnung der Arrondissements 2017

Arrondissementsanpassungen im Jahr 2017

Durch die Neuordnung der Arrondissements im Jahr 2017 wurde aus dem Arrondissement Carcassonne die Fläche der 27 Gemeinden Albières, Auriac, Bouisse, Davejean, Dernacueillette, Félines-Termenès, Lagrasse, Lairière, Lanet, Laroque-de-Fa, Massac, Montjoi, Mouthoumet, Moux, Palairac, Ribaute, Roquecourbe-Minervois, Saint-Couat-d’Aude, Saint-Martin-des-Puits, Saint-Pierre-des-Champs, Salza, Soulatgé, Talairan, Termes, Tournissan, Vignevieille und Villerouge-Termenès dem Arrondissement Narbonne zugewiesen.